# 旺斯貝克
旺斯貝克（英語：Wansbeck），英國英格蘭東北區域諾森伯蘭郡的一個非都市區（地方第二級區政府），區議會所在地位於瓦盛頓（人口27.335）。